# 촛불처럼 타다
《촛불처럼 타다》는 KBS 2TV에서 1991년 10월 2일부터 1991년 10월 31일까지 매주 수,목 밤 21시 50분에 방영되었던 드라마인데 일제시대의 상처를 안고 살아가는 할머니의 손녀와 제국주의의 꿈을 버리지 못하는 아버지를 둔 일본 청년의 사랑을 통해 한 인간의 민족적 아픔을 극복하는 과정을 담아낸다.

## 제작진
- 극본 : 홍영희
- 연출 : 맹만재

## 등장 인물
- 도지원 : 홍지은
- 김성수 : 유키무라
- 송영창 : 문병국
- 유동근 : 최형우
- 김서라 : 병국의 옛 애인
- 김혜선 : 유키무라의 일본인 약혼녀
- 김현주
- 전광렬
- 태현실 : 지은의 할머니 유진옥
- 이치우 : 유키무라의 아버지 노부나카
- 정재순
- 김기섭
- 윤영주
- 홍승이

## 참고 사항
- 유동근 (최형우 역)은 KBS 1TV 태조 왕건에서 왕건 역 물망에 한때 거론되었으나[1] 이런저런 사정으로 제외되었으며 김혜선(유키무라의 일본인 약혼녀 역)은 이 작품의 강비 역 물망[2]에 오르기도 했다.